# بلات در چشم‌انداز
بلات در چشم‌انداز (انگلیسی: Blott on the Landscape) یک مجموعهٔ تلویزیونی بریتانیایی است که در سال ۱۹۸۵ از شبکهٔ بی‌بی‌سی پخش شد.

## بازیگران
- جورج کول
- جرالدین جیمز
- جولیا مک‌کنزی
- پل بروک
- دیوید سوشی
- کلیر گروگن
- جرمی کلاید
- جفری بیلدون